# Polo Ralph Lauren Corporation
De Polo Ralph Lauren Corporation is een Amerikaans bedrijf in het ontwerpen, produceren en distribueren van  lifestyleproducten in vier categorieën: kleding, meubilering, accessoires en geuren. Oprichter Ralph Lauren was tot 29 september 2015 CEO en werd opgevolgd door Stefan Larsson.
Het bedrijf had anno 2005 over de hele wereld meer dan 12.500 mensen in dienst en had meer dan 350 contracten met fabrikanten wereldwijd. Ook waren er toen wereldwijd meer dan 400 eigen winkels. De verschillende merken van het bedrijf waren onder andere:
| - Polo Ralph Lauren (1967) - Lauren Ralph Lauren - Ralph Lauren - Black Label - Blue Label | - Lauren by Ralph Lauren - Polo Jeans Co. - RRL - RLX - Rugby | - RL Childrenswear - Big Pony - Chaps - Denim & Supply Ralph Lauren - Club Monaco |

Daarnaast had het bedrijf een drietal restaurants in Chicago, New York en Parijs.

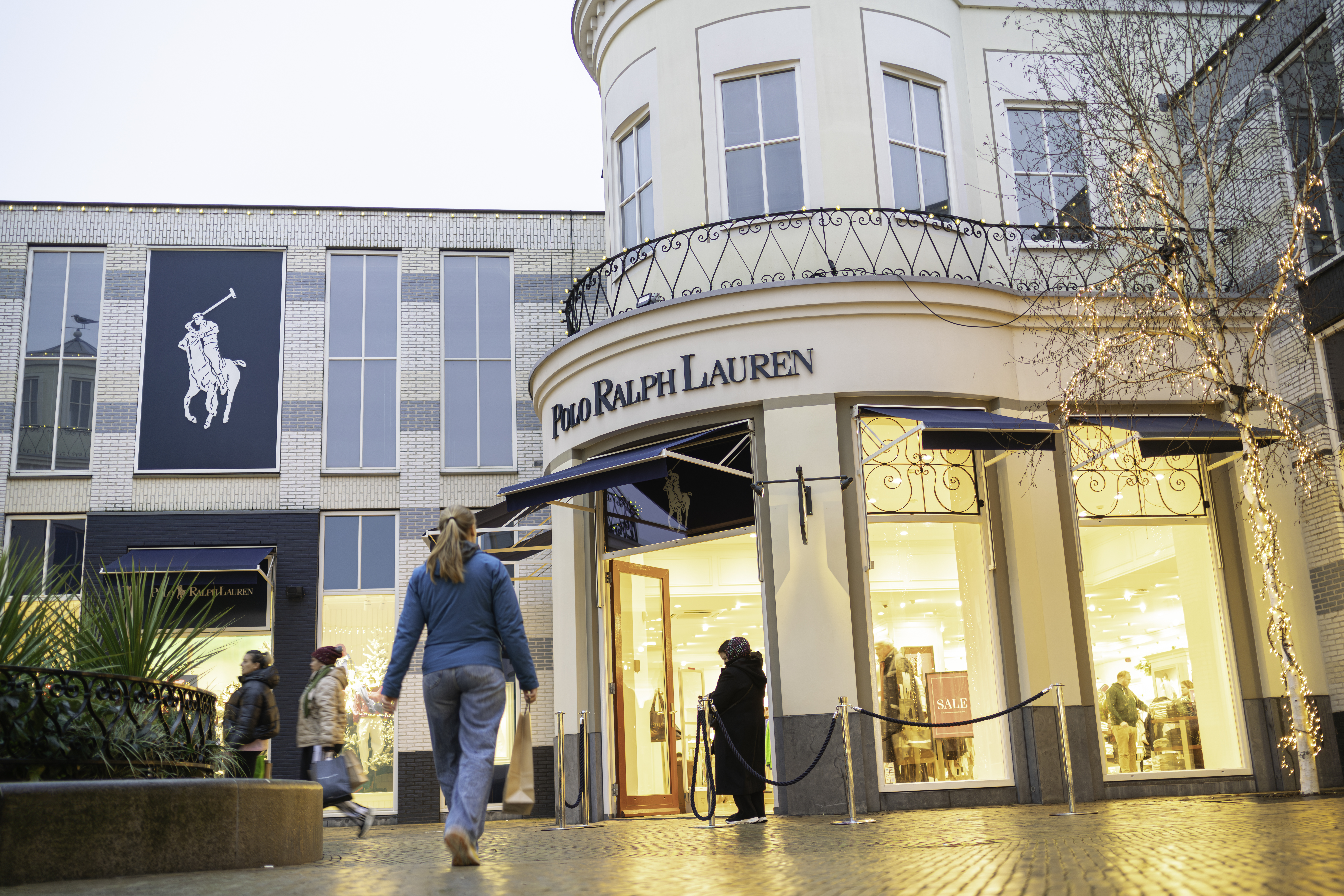
Winkel van Polo Ralph Lauren in 2024